# Операція «Франктон»
Операція «Франктон» (англ. Operation Frankton) була військовою операцією часів Другої світової війни, яку проводили десять чоловік із невеликого загону британського спецназу, Special Boat Service Королівської морської піхоти, доданої до Об'єднаних операцій. Рейд, який розпочався 7 грудня 1942 року зі спуску п'яти байдарок біля гирла Жиронди, мав на меті атакувати блокадників, кораблі країн Осі, які базувалися в порту Бордо, забезпечуючи зв'язок з Японією. Операція була успішною, але вісім із десяти спецназівців загинули, потонули або були страчені німцями.

## Контекст
Операція «Франктон» була розроблена, щоб відповісти на побажання лорда Селборна, міністра економічної війни в уряді Вінстона Черчилля, який у травні 1942 року попросив вжити заходів для нападу на кораблі Осі, що базувалися в порту Бордо, які проривають блокаду між Францією і Далеким Сходом. Ці конвої перевозять зброю до Японії і повертаються з Далекого Сходу з гумою.
Ця операція, смілива за своїм задумом, ретельністю підготовки та мужністю виконання, була одним із перших рейдів союзних військ на окупованій території. Лорд Маунтбаттен, віце-адмірал і голова об'єднаних операцій, вважав це «найсміливішим з усіх рейдів, які будь-коли здійснювали сили об'єднаних операцій».

## План
Коротше кажучи, план полягав у тому, щоб офіцер і ще одинадцять чоловік королівської морської піхоти пливли вгору по Жиронді на невеликих човнах, подорожуючи лише вночі, і встановлювали лімпетні міни (магнітні вибухівки) нижче ватерлінії кораблів, які вони знайдуть в порту Бордо. Човни будуть доставлені приблизно на дев'ять миль (16 км) від гирла Жиронди на підводному човні, який виконує звичайне патрулювання.

## Місія
Увечері 7 грудня 1942 року британський підводний човен «Тюна» спустив на воду п'ять байдарок (Catfish, Coalfish, Crayfish, Cuttlefish і Conger) з десятьма членами екіпажу біля узбережжя Монталіве-Сулак (департамент Жиронди). Шостий каяк (Cachalot) був розірваний під час спуску на воду, екіпаж (Вільям Еллері та Ерік Фішер) повернувся до Англії на борту підводного човна. Членам коммандо довелося піднятися гирлом, ховаючись протягом дня, замінувати кораблі, які вони знайшли, і залишити свої каное, коли вони прибули в Бордо. Одна з п'яти байдарок (Conger) зникає під час проходження вирів гирла. Cuttlefish зникла з поля зору. Сержант Уоллес і морський піхотинець Еварт з Coalfish були схоплені на світанку біля маяка Пуант-де-Грав, куди вони прибули.
Наприкінці другої ночі (8-9 грудня) Catfish і Crayfish, продовжуючи рейд, були віднесені припливом біля Вердона й змушені проскочити між молом і чотирма ворожими кораблями, що стояли на якорі. Дві байдарки можуть плисти лише вночі та за сприятливого припливу. Вони повинні провести день, сховавшись у кущах на березі. У ніч на 11 грудня 1942 року, близько 9 години вечора, дві байдарки увійшли в порт Бордо і підготувалися до виконання останнього етапу своєї місії. Catfish прямує до набережної на лівому березі порту, і йому вдається встановити магнітні міни на трьох великих кораблях, які пришвартувалися. Crayfish залишається на Бассені на правому березі й закладає свої міни на двох кораблях, пришвартованих на молі. Місія виконана, у чотирьох чоловіків є лише кілька годин, щоб втекти. Вибухи почалися через шість годин, 12 грудня 1942 року з 7 ранку.

## Відступ
Четверо чоловіків спустилися Жирондою до Сен-Женес-де-Бле, скориставшись припливом і течією, потопили свої човни та пішли вглиб країни, щоб здійснити 160-кілометрову подорож через окуповану зону пішки до Руффека (Шаранта). Для більшої безпеки дві команди розділяються. 14 грудня 1942 року одна з двох груп (Лейвер і Міллс) була помічена і виявлена поблизу Монльє-ла-Гард. Лейвера та Міллса заарештовують і, незважаючи на те, що вони одягнені у форму британської армії, вважають терористами (а не військовослужбовцями). Їх розстріляли в березні 1943 року в Парижі.
Інша група (Герберт Гаслер і Вільям Спаркс), за допомогою французького Опору, а потім каталонських та іспанських республіканських мереж, досягла Гібралтару 1 квітня 1943 року, пройшовши через Блей, Доннак, Сен-Жермен-де-Вібрак, Сен-Мем-лі-Кар'єр, Сен-Прой, Руфек (18 грудня 1942), ліс Бенест, Марво (де вони залишалися прихованими протягом 42 днів), Румаз'єр, Лімож, Ліон, Марсель, Перпіньян, Бафіолу, Барселону, Мадрид і, нарешті, Гібралтар.

## Підсумок операції
Вибухнули міни, чотири вантажні судна Танненфельс, Дрезден, Алабама і Портленд отримали серйозні пошкодження. Також постраждали Sperrbrecher і танкер Cap Hadid. Французькі пожежники порту під керівництвом інженера Реймонда Брарда, він же полковник Реймонд, з мережі Triangle-Phidias, були негайно викликані, і, згідно з французьким звітом, вони навмисно сприяли посиленню збитків, заливаючи кораблі струменями води, щоб перекинути їх.

## Стан кораблів
Вантажне судно Tannenfels перекинулося і незабаром затонуло. Вантажне судно Дрезден, у якого була пробита броня і гребний вал, пішло на дно. Вантажне судно Alabama вкрите п'ятьма мінами продірявлене. Вантажне судно Портленд було серйозно пошкоджено, вогонь завдав значних збитків. Згодом «Танненфельс», «Алабама» та «Портленд» будуть підняті за допомогою водолазів та поставлені в сухий док для капітального ремонту. Точно невідомо, що сталося з Sperrbrecher і танкером Cap Hadid.

## Доля командос
З десяти чоловіків, які брали участь у місії, вижили лише майор Х. Г. «Блонді» Хаслер і капрал Вільям Спаркс. З восьми інших двоє загинули внаслідок утоплення, шестеро були схоплені, потім розстріляні. Вони були частиною Королівського морського патрульного загону, одного з британських командос.
- Каяк Catfish:
- Майор Х. Г. "Блонді" Хаслер (лідер коммандо);
- Морський піхотинець Вільям Е. Спаркс (лондонець).

Виконавши місію, вони спустилися Жирондою до Сен-Женес-де-Бле, потопили свій човен, пішли вглиб країни і пішки пройшли через окуповану зону до Руффека (Шаранта). За допомогою французького Руху опору, а потім каталонських та іспанських республіканців вони досягли Гібралтару 1 квітня 1943 року.
- Байдарка Coalfish:
- Сержант Семюел Воллес, професійний військовий, який мав 12 років служби. ірландець з Дубліна;
- Морський піхотинець Роберт Еварт, шотландець, який жив у Скоуні, Аллоа, потім у Глазго, працював на текстильній фабриці. Коли почалася війна, він приєднався до патрульного загону королівської морської піхоти.

Сержант Воллес і морський піхотинець Еварт були схоплені 8 грудня 1942 року в Грейв-Пойнт і розстріляні за наказом адмірала Юліуса Бахмана в ніч з 11 на 12 грудня після довгих допитів, не заговоривши. Їх стратили в Бланкфорі (Жиронда), поблизу замку Деез, який сьогодні служить місцем пам'яті. Місце страти розташоване на території середньої школи, яка примикає до маєтку Дееза, але не має нічого спільного з останнім, який тоді був зайнятий італійським загоном. Бункер, який сьогодні служить пам'ятником, є італійським складом боєприпасів.
- Каяк Crayfish:
- капрал Альберт Фредерік Лавер, професійний солдат, який минулого року служив на Родні проти Бісмарка, закатований і розстріляний у березні 1943 року в Парижі;
- морський піхотинець В.Н. Міллс, 21 рік, із Кеттерінга, працював у магазині спортивних товарів, служив у цивільній обороні перед тим, як приєднатися до Королівської морської піхоти. Закатований і розстріляний у березні 1943 р. у Парижі.

Відступ Лейвера та Міллса завершився біля Монльє-ля-Гарда, де вони були виявлені та заарештовані жандармерією, яка передала їх окупаційній владі. Ув'язнені в Бордо разом з Макінноном і Конвеєм, потім переведені до Парижа на початку січня, усіх чотирьох піддали тортурам і стратили 23 березня 1943 року. Три місяці залишалися живими, безсумнівно, тому, що німецькі спецслужби намагалися з'ясувати, хто їм допомагав під час відходу. Капрал Лейвер, морський піхотинець Міллс, лейтенант Макіннон і морський піхотинець Конвей померли, не заговоривши.
- Каяк  Cuttlefish:
- лейтенант Джон Маккіннон (помічник командира);
- морський піхотинець Джеймс Конвей, 20 років, зі Стокпорту в графстві Чешир, розносник молока.

Лейтенант Макіннон і морський піхотинець Конвей, продовживши свій маршрут поодинці Жирондою, досягли острова Казо, а потім Бек д'Амбес, де їхній човен затонув, протаранивши підводну перешкоду. Вони відступили через Ентр-де-Мер до Сессака, де французька пара, пан і пані Жобер, прийняла їх на три дні на фермі Сегенів. Покинувши своїх господарів, вони прагнуть дістатися Іспанії. Схоплені французькою жандармерією біля Ла-Реоля 28 грудня 1942 року, вони були передані німецькій владі, яка доставила їх до Бордо, де вони знайшли Лейвера та Міллса, а потім перевезені до Парижа на початку січня. Усі четверо були розстріляні 23 березня 1943 року.
- Байдарка Conger:
- Байдарка перекинулася під час перетину брусу Сулака.
- Капрал Джордж Шеард зник у ніч з 7 на 8 грудня. Його тіло так і не знайшли.
- Морський піхотинець Девід Моффатт, народився в Белфасті, виріс у Йоркширі. Тіло Девіда Моффатта було виявлено 17 грудня 1942 року на пляжі Буа-Плаж-ан-Ре (Іль-де-Ре) разом з байдаркою.

- Каяк Cachalot:
- Морський піхотинець Вільям Еллері, лондонець;
- Морський піхотинець Ерік Фішер, із Західного Бромвіча в передмісті Бірмінгема, ремонтник друкарських машин.

Вони повернулися до Англії на борту підводного човна HMS Tuna після того як їхній каяк пошкодився під час спуску на воду.
Страта шести солдатів, взятих в воєнній формі, застосувавши Kommandobefehl Адольфа Гітлера 18 жовтня 1942 р, що стосувалося командос становило воєнний злочин, за який адмірал Редер відповів на Нюрнберському процесі в 1946 році (Бахман помер в 1945 році). 